# Conselho Nacional Federal
O Conselho Nacional Federal (المجلس الوطني الإتحادي‎) é a sede do poder legislativo dos Emirados Árabes Unidos, o parlamento é no formato unicameral composto atualmente de 40 membros eleitos para mandatos de 5 anos, sendo 20 eleitos diretamente, e 20 eleitos indiretamente por colégio eleitoral dos líderes de cada emirado.